# Цркве Епархије далматинске
Цркве Епархије далматинске су парохијске и остале цркве на подручју Епархије далматинске, која обухвата северну и средњу Далмацију, од Обровца до Имотског.
| Насеље               | Црква                                   | Година изградње |
| -------------------- | --------------------------------------- | --------------- |
| Баљци                | Црква Светог Јована Крститеља           | 1730.           |
| Бенковац             | Црква Светог Јована Крститеља           | 1590.           |
| Билишане (Горње)     | Црква Рођења Пресвете Богородице        | 1860.           |
| Билишане (Доње)      | Црква Светог Јована Крститеља           | 1734.           |
| Биљане Горње         | Црква Светог Георгија                   | 1537.           |
| Биљане Доње          | Црква Светог архангела Михаила          | 1939.           |
| Биовичино Село       | Црква Светих апостола Петра и Павла     | 1524.           |
| Биочић - Тепљух      | Црква Светих апостола Петра и Павла     | 1780.           |
| Бискупија            | Црква Свете тројице                     | 1460.           |
| Бителић Горњи        | Црква Покрова Пресвете Богородице       | 1814.           |
| Бјелина              | Црква Преподобне Мајке Параскеве        | 1815.           |
| Братишковци          | Црква Светог оца Николаја               | 1592.           |
| Бргуд                | Црква Светог Праведног Лазара           | 1689.           |
| Брибир               | Црква Светих Јоакима и Ане              | 1574.           |
| Броћанац - Вучевица  | Црква Светих апостола Петра и Павла     | 1805.           |
| Велушић              | Црква Светог Георгија                   | 1885.           |
| Врбник               | Црква Светог Николе                     | 1619.           |
| Врлика               | Црква Светог оца Николаја               | 1618.           |
| Главина Доња         | Црква Успења Пресвете Богородице        | 1722.           |
| Голубић (Книн)       | Црква Светог архиђакона Стефана         | 1462.           |
| Дабар                | Црква Рођења Светог Јована Крститеља    | 1976.           |
| Добропољци           | Црква Светог Георгија                   | 1724.           |
| Дрниш                | Црква Успења Пресвете Богородице        | 1618.           |
| Дрниш                | Црква Светог арх. Михаила на гробљу     | 1852.           |
| Ђеврске              | Црква Светог пророка Илије              | 1537.           |
| Ервеник              | Црква Светог Николе                     | 1669.           |
| Жагровић             | Црква Светог Николе                     | 1537.           |
| Жегар                | Црква Светог Георгија                   | 1618.           |
| Жегар                | Црква Рођења Пресвете Богородице        | 1856.           |
| Житнић               | Црква Светог Јована Крститеља           | 1982.           |
| Задар                | Црква Светог пророка Илије              | 1548.           |
| Засиок               | Црква Ивањдан потопљена језером Перућац | 1906.           |
| Звјеринац            | Црква Светог цара Лазара                | 1889.           |
| Зеленград            | Црква Светих апостола Петра и Павла     | 1856.           |
| Зелово               | Црква Светог пророка Илије              | 1884.           |
| Земуник Доњи         | Црква Светог Саве                       | 19??.           |
| Ивошевци             | Црква Светог Јована Крститеља           | 1937.           |
| Ислам Грчки          | Црква Светог Георгија                   | 1675.           |
| Јагодња Горња        | Црква Светог Симеона Монаха             | 17??.           |
| Кањане               | Црква Преподобне Мајке Параскеве        | 1782.           |
| Карин Горњи          | Црква Свете Недјеље                     | 1985.           |
| Карин Доњи           | Црква Светих Кирика и Јулите            | 1537.           |
| Кашић Доњи           | Црква Светог пророка Илије              | 1872.           |
| Кистање              | Црква Светог оца Николаја               | 1536.           |
| Кистање              | Црква Светих Кирила и Методија          | 1891.           |
| Книн                 | Црква Покрова Пресвете Богородице       | 1866.           |
| Книнско Поље         | Црква Светог Георгија                   | 1468.           |
| Кожловац             | Црква Свете Недјеље                     | 1961.           |
| Коларина             | Црква Преподобне Мајке Параскеве        | 1682.           |
| Коњеврате            | Црква Светог Димитрија                  | 1864.           |
| Кричке               | Црква Светог Георгија                   | 1744.           |
| Кула Атлагић         | Црква Светог Николе                     | 1446.           |
| Лишане Тињске        | Црква Свете тројице                     | 1854.           |
| Маовице              | Црква Свете Недјеље                     | 1981.           |
| Марковац             | Црква Светог пророка Илије              | 1589.           |
| Медвиђа              | Црква Мале Госпојине                    | 1856.           |
| Миочић               | Црква Светог Јована Крститеља           | 1934.           |
| Мирање               | Црква Светог архангела Михаила          | 1497.           |
| Мокро Поље           | Црква Светог апостола Луке              | 1537.           |
| Нос Калик            | Црква Светог Николе                     | 1896.           |
| Обровац              | Црква Свете тројице                     | 1860.           |
| Островица            | Црква Светог апостола Луке              | 1524.           |
| Отишић               | Црква Светог архангела Михаила          | 1784.           |
| Отон                 | Црква Светог пророка Илије              | 1702.           |
| Оћестово             | Црква Свете Недјеље                     | 1960.           |
| Пађене               | Црква Светог Георгија                   | 1456.           |
| Парчић (Буковица)    | Црква Светог Пророка Илије              | 15??.           |
| Плавно               | Црква Светог Георгија                   | 1618.           |
| Полача (Книн)        | Црква Светих апостола Петра и Павла     | 1458.           |
| Пољица               | Црква Рођења Пресвете Богородице        | 1868.           |
| Радљевац             | Црква Светих Јоакима и Ане              | 1905.           |
| Радучић              | Црква Светог Георгија                   | 1537.           |
| Развође              | Црква Свете Недјеље                     | 1970.           |
| Сињ                  | Црква Светих апостола Петра и Павла     | 1936.           |
| Скрадин              | Црква Светог Спиридона                  | 1687.           |
| Смилчић              | Црква Светог арх. Михаила               | 1984.           |
| Смоковић             | Црква Светог Георгија                   | 1567.           |
| Сплит                | Црква Светог Саве Српског               | 1938.           |
| Стрмица              | Црква Светог Јована Крститеља           | 1618.           |
| Стрмица              | Црква Рођења Пресвете Богородице        | 1913.           |
| Сушци (Дицмо)        | Црква Успења Пресвете Богородице        | 1784.           |
| Трибањ               | Црква Светог арх. Михаила               | 1865.           |
| Убли (Лећевица)      | Црква Рођења Пресвете Богородице        | 1770.           |
| Церање Горње         | Црква Светог пророка Илије              | 1712.           |
| Цетина               | Храм Вазнесења Господњег у Цетини       | 1391.           |
| Цетина               | Црква Вазнесења Господњег (нова)        | 1938.           |
| Црно                 | Црква Светог апостола Петра             | 19??.           |
| Црногорци (Криводол) | Црква Светог Василија Острошког         | 1988.           |
| Чиста Мала           | Црква Светог оца Николаја               | 1895.           |
| Шибеник              | Црква Успења Пресвете Богородице        | 1812.           |
| Шибеник              | Црква Вазнесења Господњег               | 1778.           |
| Штиково              | Црква Светог апостола Луке              | 1816.           |